# Gare de Cheny
La gare de Cheny est une gare ferroviaire française, aujourd'hui fermée, située sur la commune de Cheny, dans le département de l'Yonne, en région Bourgogne
Ancienne halte voyageurs de la Société nationale des chemins de fer français (SNCF) fermée en 2003

## Situation ferroviaire
La gare de Cheny est située au point kilométrique, PK 156,711, de la ligne de Laroche-Migennes à Cosne, entre la gare, ouverte, de Laroche-Migennes, PK 154,874, et la gare fermée de Bonnard - Bassou au PK 159,236.

## Histoire
Jusqu'au début des années 2000, des TER Bourgogne s'arrêtaient. En 2003, il y avait un aller-retour en direction d'Auxerre, il a, depuis, été supprimé.